# Bruno Diamant

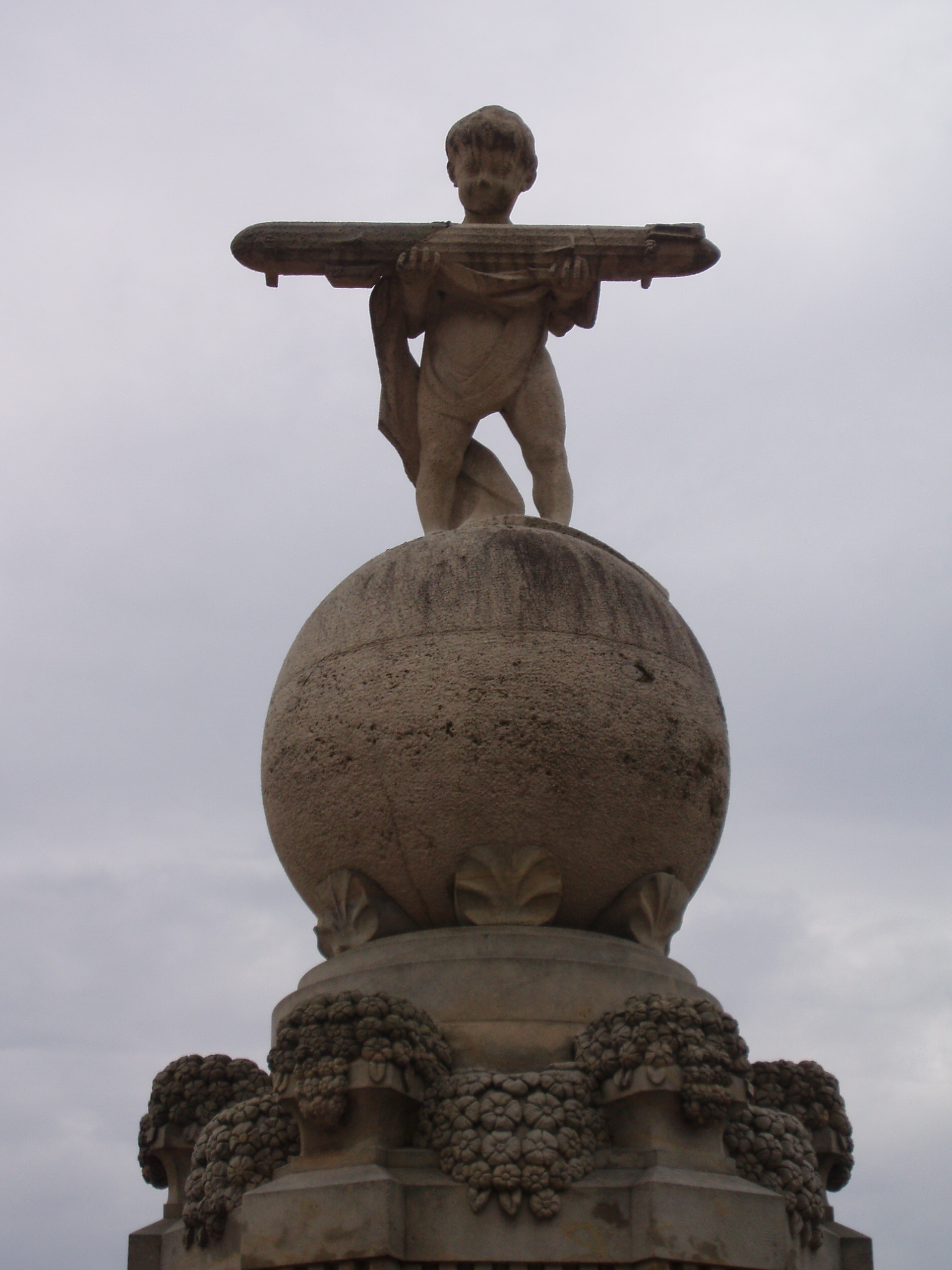
Oberteil des Zeppelinbrunnens

Bruno Diamant (* 3. Mai 1867 in Friedrichshafen; † 1. Dezember 1942 in München) war ein deutscher Bildhauer.
Der Sohn eines Lokomotivführers immatrikulierte sich 1881 an der Akademie der Bildenden Künste München und begann seine Studien bei Syrius Eberle.
1889 wurde in seiner Heimatstadt die nach seinen Entwürfen gefertigte Bronzebüste des Kaisers Wilhelm I. aufgestellt, 1895 folgte ein Gedenkstein für Gustav Schwab. Das Relief ist in Kupfer getrieben. Beide Werke stehen seit 1912 an der Uferpromenade von Friedrichshafen.
Ein weiteres Werk Diamants in seiner Heimatstadt war der aus Lyoner Kalkstein gearbeitete Zeppelinbrunnen, der 1909 eingeweiht wurde. Er zeigte als Brunnenfigur einen auf einer Weltkugel stehenden Knaben mit einem Luftschiff in den Armen. Der Brunnen wurde 1956 von seinem Standort vor dem Rathaus entfernt, sein Oberteil war jedoch von 1961 bis 2000 in einen kleineren Brunnen auf dem Friedrichshafener Kirchplatz integriert. Im Jahr 2000 wurde der Brunnen in seiner ursprünglichen Gestalt rekonstruiert und in den Uferanlagen aufgestellt.
In der Kirche St. Johannes Nepomuk in Bayerisch Eisenstein befinden sich ein Hoch- und ein Seitenaltar von Bruno Diamant. Auch die Kanzel stammt aus seiner Hand.

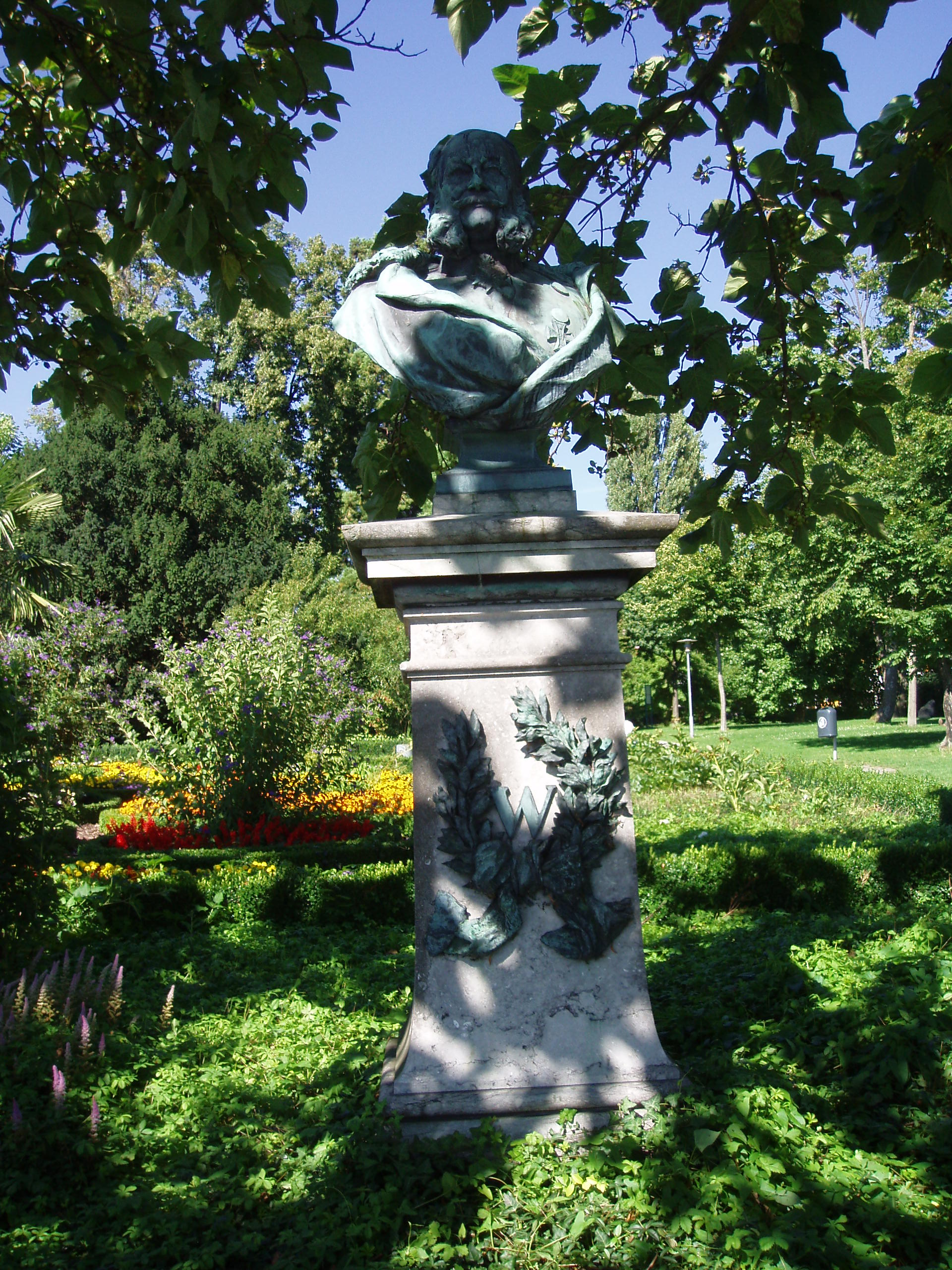
Das Kaiser-Wilhelm-Denkmal im Sommer
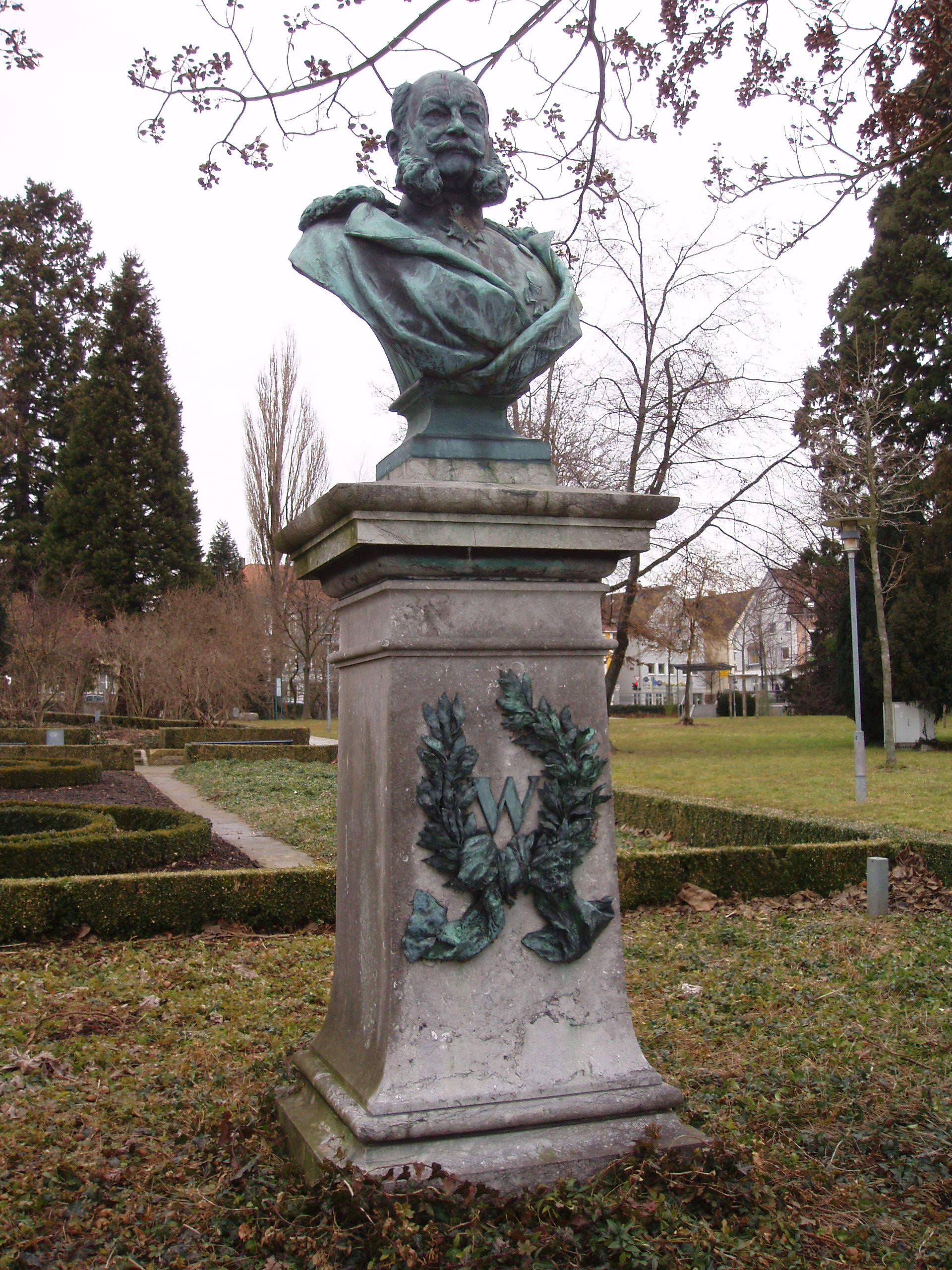
… und im Winter
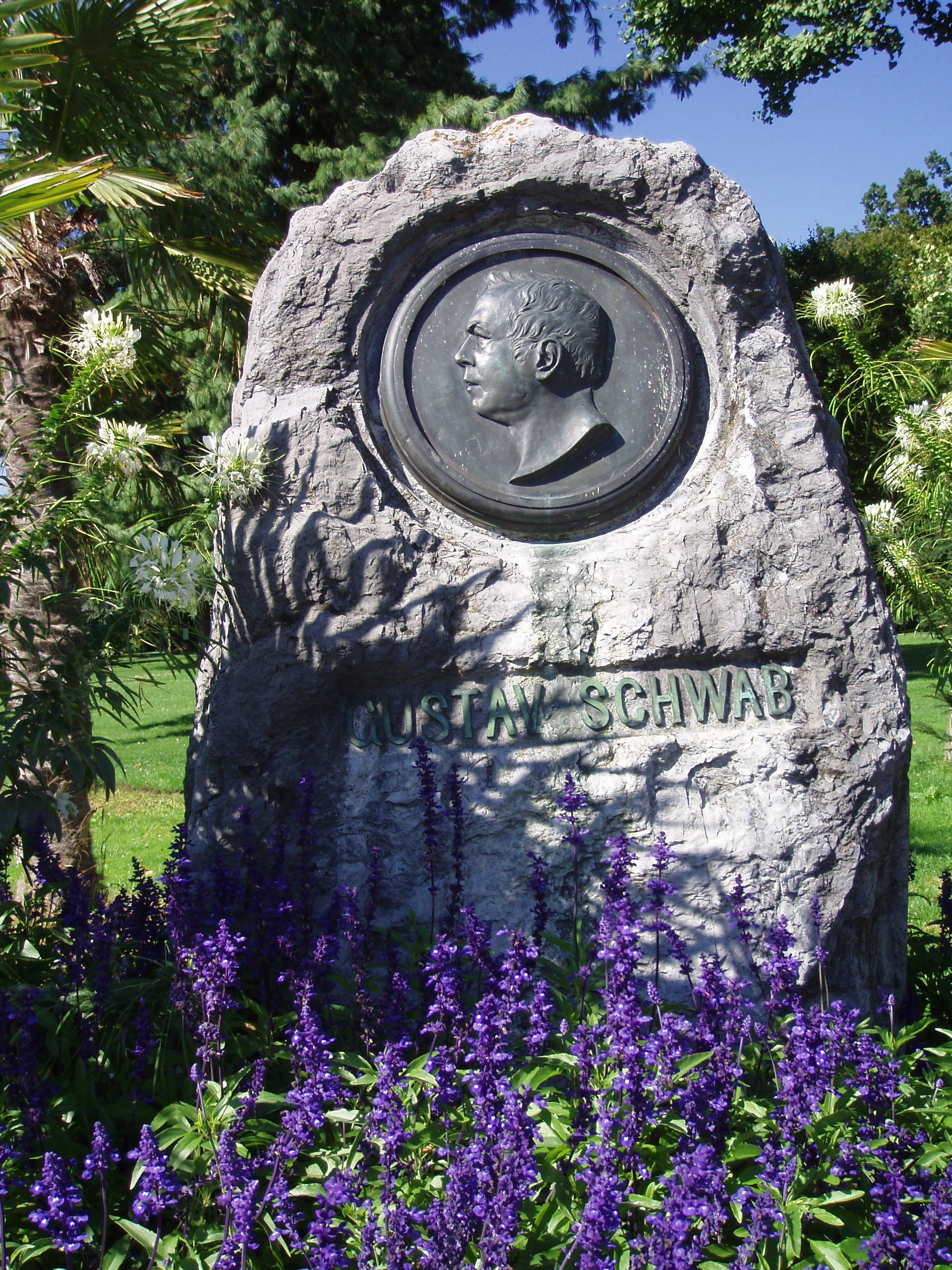
Der Gustav-Schwab-Gedenkstein
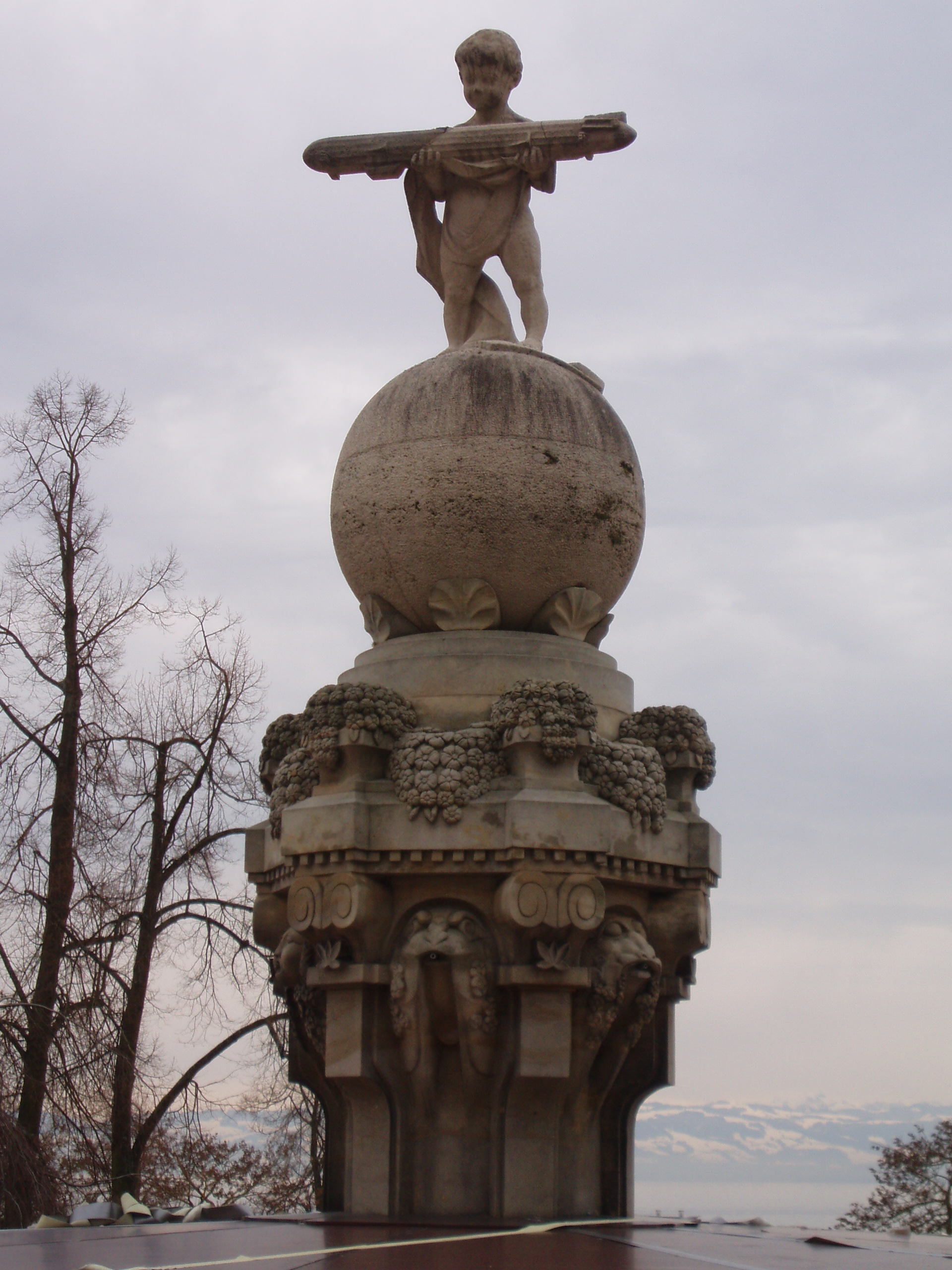
Zeppelinbrunnen